# Dewey-Dezimalklassifikation

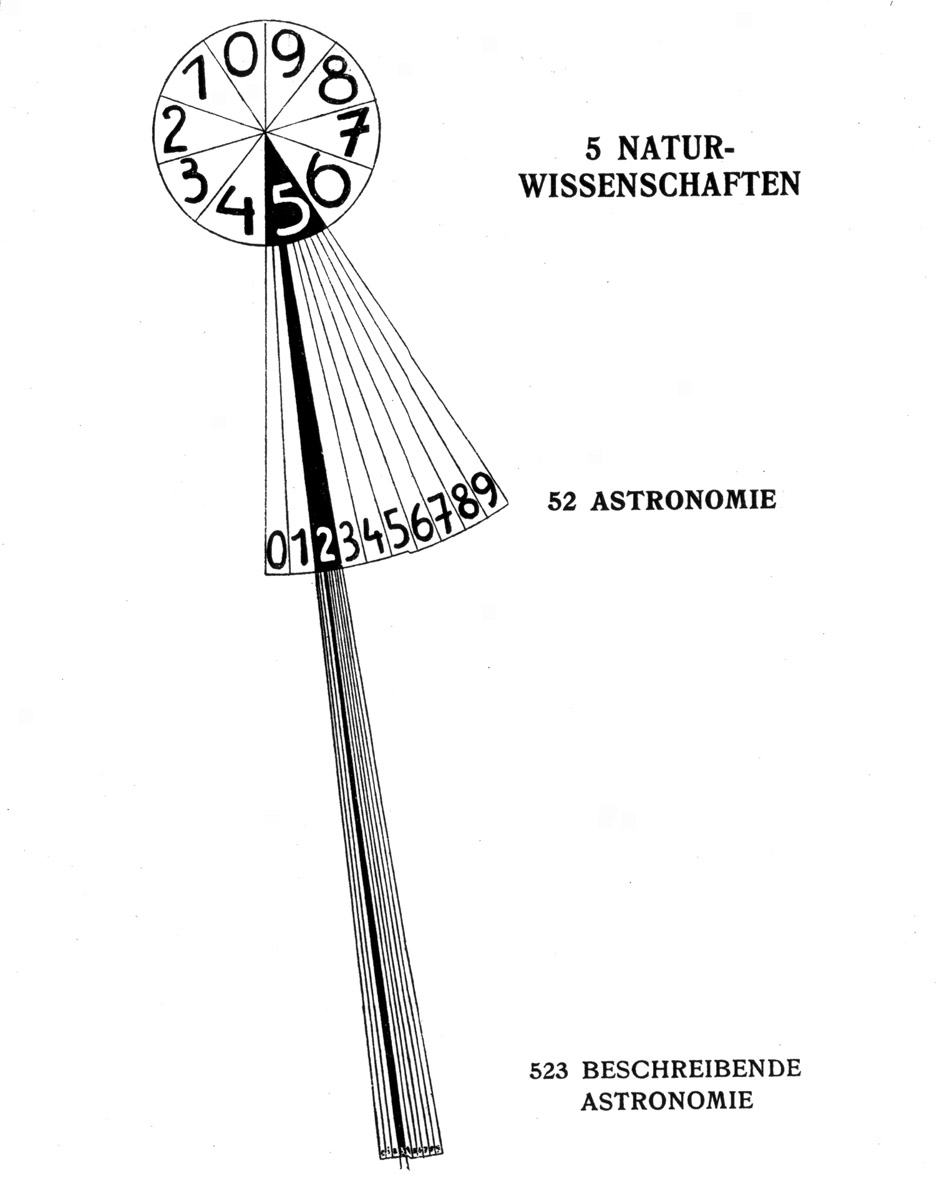
Historisches Beispiel: Notation „523 Beschreibende Astronomie“ mit aufsteigender Hierarchie „52 Astronomie“ und „5 Naturwissenschaften“ (Abb. in: Karl Wilhelm Bührer und Adolf Saager, Die Welt-Registratur. Das Melvil-Deweysche Dezimal-System, München 1912)

Die Dewey-Dezimalklassifikation (engl. Dewey Decimal Classification, kurz DDC) ist die international am weitesten verbreitete Klassifikation für die Sacherschließung von Bibliotheksbeständen. Sie ist nach dem US-amerikanischen Bibliothekar Melvil Dewey benannt, der 1876 die erste Ausgabe veröffentlichte, und wird hauptsächlich im englischen Sprachraum eingesetzt. Die DDC ist aber auch darüber hinaus in mehr als 30 Sprachen übersetzt worden und wird in mehr als 135 Ländern in über 200.000 Bibliotheken weltweit eingesetzt. In über 60 Ländern wird die Nationalbibliografie nach der DDC gegliedert. Sie hat daher eine große Bedeutung für den internationalen Datenaustausch zwischen Bibliotheken. Die Deutsche Nationalbibliothek setzt die DDC seit 2004 zur Gliederung der Sachgruppen ein, seit 2006 schrittweise auch für die klassifikatorische Inhaltserschließung, seit 2007 für die Veröffentlichungen des Verlagsbuchhandels (Reihe A der Deutschen Nationalbibliografie). Die Klassifikation wird seit 1998 von der Organisation OCLC lizenziert; die deutsche Übersetzung steht seit 2010 unter der Creative-Commons-Lizenz CC-BY-NC-ND 3.0 zur Verfügung.

## Geschichte
Die DDC beruht auf einer Dezimalklassifikation, die ursprünglich von Gottfried Wilhelm Leibniz (1646–1716) erdacht wurde und die der US-amerikanische Bibliothekar Melvil Dewey (1851–1931) als Student am Amherst College weiterentwickelte.
Im Oktober 2005 erschien die durch die Deutsche Forschungsgemeinschaft unterstützte deutsche Übersetzung der DDC, die seit Januar 2006 von der Deutschen Nationalbibliothek verwendet wird. Die DNB hatte von 2002 bis 2005 dieses Projekt gemeinsam mit der Fachhochschule Köln entwickelt. Der in MelvilSearch dargestellte Teil der Dewey-Dezimalklassifikation ist seit Februar 2010 unter der Creative-Commons-Lizenz „CC-BY-NC-ND 3.0“ frei verfügbar.

## Abgrenzung der DDC von der Universellen Dezimalklassifikation
Außerhalb des anglo-amerikanischen Sprachraums existiert noch die Universelle Dezimalklassifikation (UDC), die von den belgischen Bibliothekaren Paul Otlet und Henri La Fontaine 1895 als europäische Variante kreiert wurde (in Deutschland vom Deutschen Normenausschuss/DIN als DK verbreitet), weil die DDC für den internationalen Gebrauch teilweise zu speziell amerikanisch war. Es existieren also zwei Systeme, die DDC und die UDC. Für das Internet entwickelte der Amerikaner David A. Mundie das System CyberDewey. In Japan wird sie als Basis der Nippon Decimal Classification (NDC) verwendet, die seit August 1995 in der 9. Auflage aktuell ist.
Die DDC unterscheidet sich von der UDC unter anderem in folgenden Punkten:
- Die DDC verwendet angehängte Nullen, um auch auf den beiden obersten Gliederungs-Ebenen dreistellige Notationen zu erhalten
- Die oberste Gliederungsebene unterscheidet sich in der Behandlung von Literatur und Linguistik:
  - DDC: 4[00] = Sprache/Linguistik; 8[00] = Literatur
  - UDC: 4 = unbesetzt; 8 = Linguistik und Literatur (UDC sieht die Trennung von Literatur und Linguistik als unzulässig an)
- Auf den tieferen Gliederungs-Ebenen haben sich im Laufe der Jahrzehnte teilweise erhebliche Unterschiede entwickelt
- Sowohl DDC als auch UDC besitzen eine Reihe von Hilfstafeln zur Untergliederung nach Raum, Zeit, Sprache, Form etc. Die DDC verwendet auch bei den Hilfstafeln ausschließlich die Ziffern 0 bis 9, während die UDC eine Vielzahl von Symbolen verwendet und sich so bereits optisch von der DDC deutlich unterscheidet.

## Aufbau der Klassifikation
Die Klassifikation besteht aus ca. 36.000 Klassen (sog. Haupt- bzw. Hilfstafeln). Diese ermöglichen durch Notationssynthese die Bildung von ca. einer Milliarde synthetischer Notationen. Einzelne Notationen sind dabei numerisch und bestehen aus mindestens 3 und in Sonderfällen bis zu über 20 Ziffern. Die DDC ist unbegrenzt in tiefere Hierarchieebenen erweiterbar („hospitality in chain“), allerdings nur begrenzt auf gleicher Ebene („hospitality in array“).
| Klasse | Inhalt                                                 |
| ------ | ------------------------------------------------------ |
| 000    | Informatik, Informationswissenschaft, allgemeine Werke |
| 100    | Philosophie und Psychologie                            |
| 200    | Religion                                               |
| 300    | Sozialwissenschaften                                   |
| 400    | Sprache                                                |
| 500    | Naturwissenschaften und Mathematik                     |
| 600    | Technik, Medizin, angewandte Wissenschaften            |
| 700    | Künste und Unterhaltung                                |
| 800    | Literatur                                              |
| 900    | Geschichte und Geografie                               |

| Klasse | Inhalt                                                 |
| ------ | ------------------------------------------------------ |
| 000    | Informatik, Informationswissenschaft, allgemeine Werke |
| 010    | Bibliographien                                         |
| 020    | Bibliotheks- und Informationswissenschaften            |
| 030    | Enzyklopädien & Sachbücher                             |
| 040    | Nicht zugeordnete                                      |
| 050    | Zeitschriften, Journale                                |
| 060    | Nachrichtenmedien, Journalismus & Verlagswesen         |
| 070    | Nachrichtenmedien                                      |
| 080    | Angebote                                               |
| 090    | Manuskripte & seltene Bücher                           |

| Klasse | Inhalt                                          |
| ------ | ----------------------------------------------- |
| 100    | Philosophie                                     |
| 110    | Metaphysik                                      |
| 120    | Erkenntnistheorie                               |
| 130    | Parapsychologie & Okkultismus                   |
| 140    | Philosophische Denkschulen                      |
| 150    | Psychologie                                     |
| 160    | Philosophische Logik                            |
| 170    | Ethik                                           |
| 180    | Antike, mittelalterliche & östliche Philosophie |
| 190    | Moderne westliche Philosophie                   |

| Klasse | Inhalt                                            |
| ------ | ------------------------------------------------- |
| 200    | Religion                                          |
| 210    | Philosophie und Religionstheorie                  |
| 220    | Die Bibel                                         |
| 230    | Das Christentum                                   |
| 240    | Christliche Praxis & Beachtung                    |
| 250    | Christliche Pastoralpraxis & Ordensgemeinschaften |
| 260    | Christliche Organisation, Sozialarbeit & Anbetung |
| 270    | Geschichte des Christentums                       |
| 280    | Christliche Konfession                            |
| 290    | Andere Religionen                                 |

Quelle:
Beispiele
Eine Suche bei der Deutschen Nationalbibliothek nach dem Stichwort Blog  liefert den Sachbegriff Weblog und die DDC-Notation 006.752. Der Begriff schlüsselt sich wie folgt auf:
| Klasse  | Inhalt                                                 |
| ------- | ------------------------------------------------------ |
| 0––.––– | Informatik, Informationswissenschaft, allgemeine Werke |
| 00–.––– | Informatik, Wissen, Systeme                            |
| 006.––– | Spezielle Computerverfahren                            |
| 006.7–– | Multimediasysteme                                      |
| 006.75- | Einzelne Arten von Multimediasystemen                  |
| 006.752 | Blogs                                                  |

Weitere Beispiele:
Eichhörnchen = 599.362: Naturwissenschaften → Tiere (Zoologie) → Einzelne taxonomische Gruppen von Tieren → Verschiedenen Ordnungen von Eutheria (Plazentatiere) → Sciuridae (Hörnchen) → Sciurus (Eichhörnchen)
Gummibärchen werden eingeordnet unter 641.853 und 664.153. 641.853: Technik → Hauswirtschaft & Familie → Essen und Trinken → Kochen einzelner Arten von Gerichten und Zubereitung von Getränken → Konfitüren und Süßwaren → Süßwaren. 664.153: Technik → Chemische Verfahrenstechnik → Lebensmitteltechnologie → Zucker, Sirup, daraus entstandene Produkte → Zuckerprodukte → Süßwaren.
Quelle: